# Victor Blüthgen

Victor Blüthgen, 1896

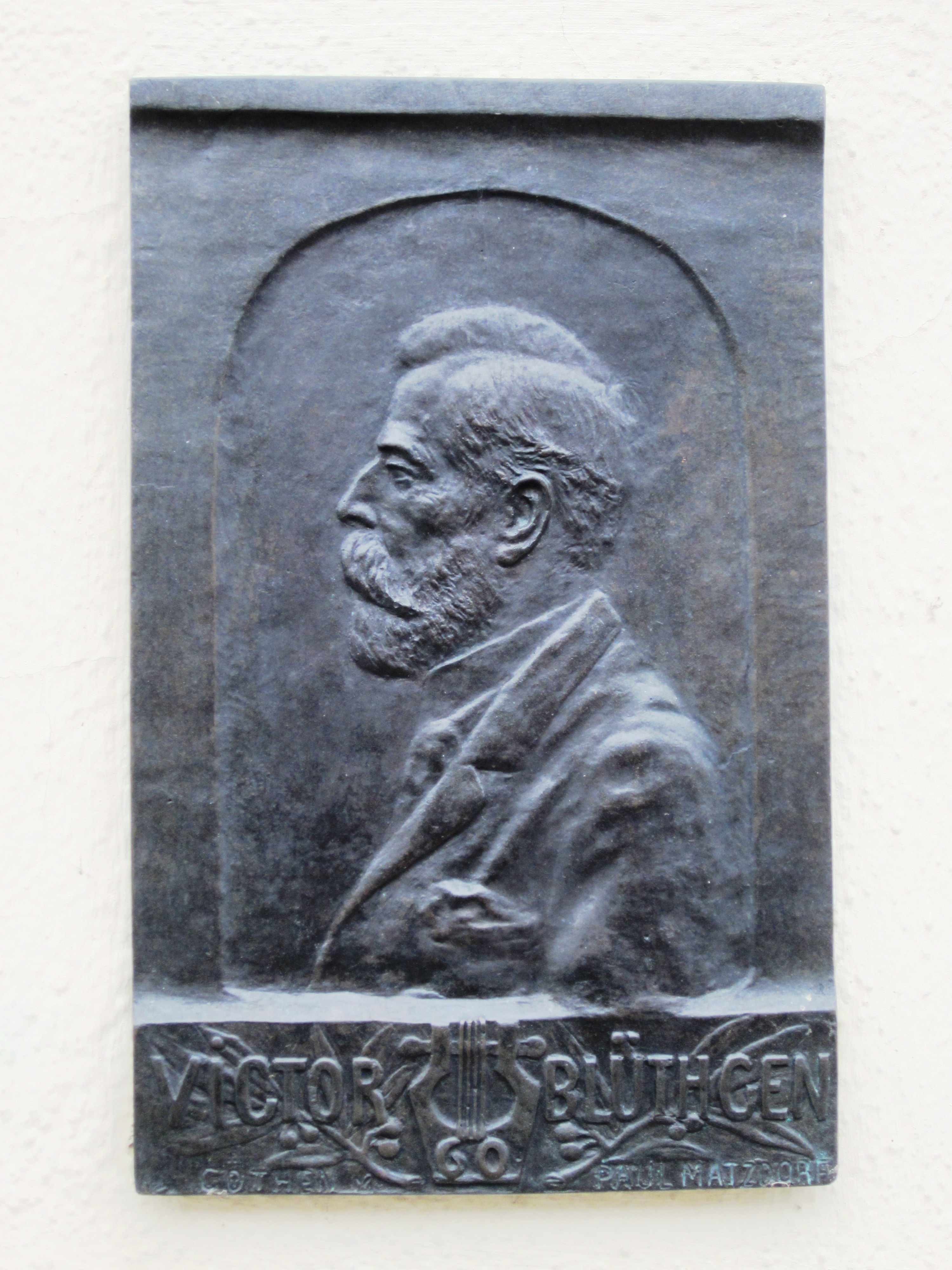
Plakette an seinem Wohnhaus in Bad Freienwalde von Paul Matzdorf anlässlich seines 60. Geburtstages

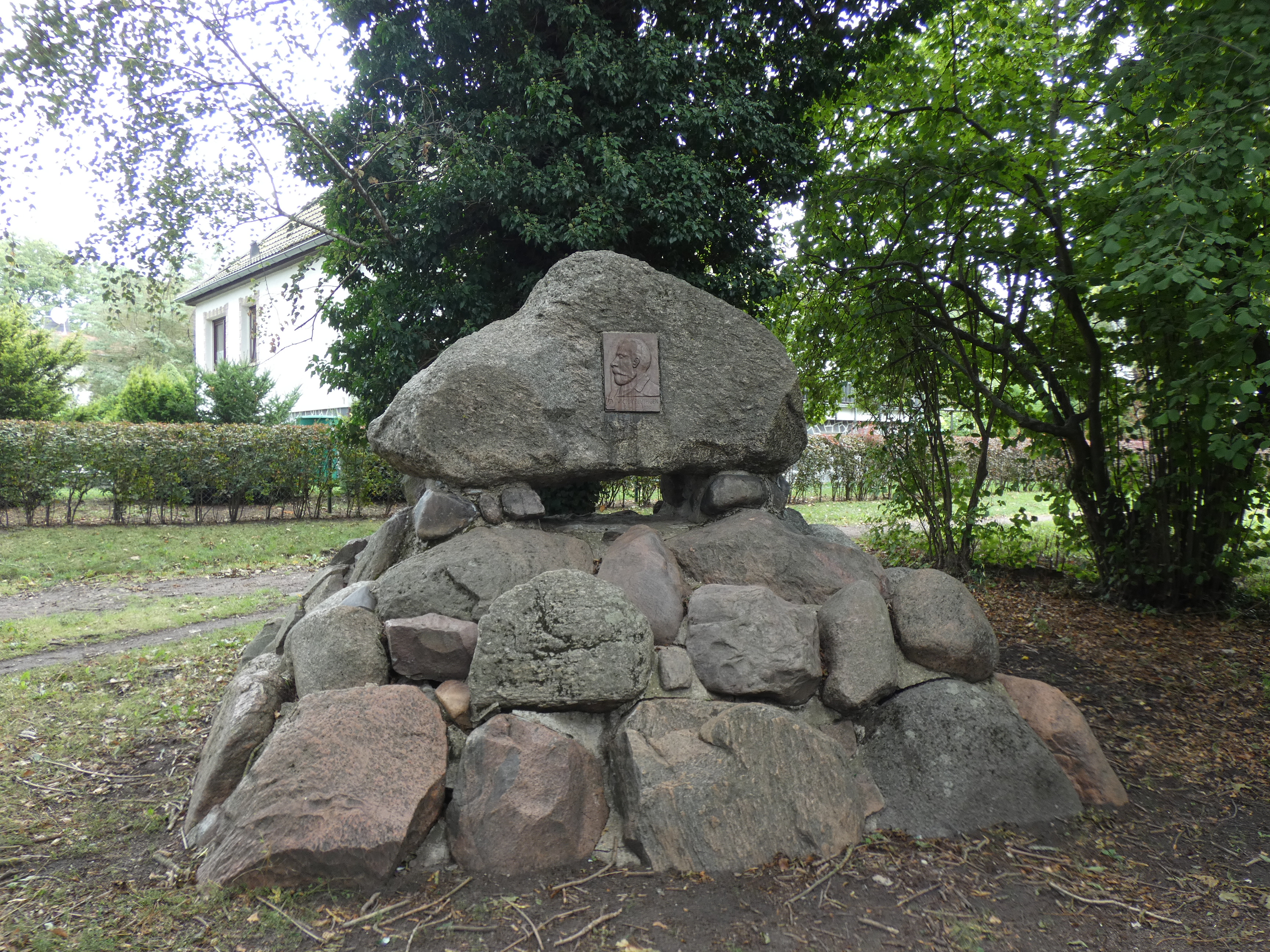
Denkmal des Dichters in seiner Geburtsstadt Zörbig

Victor Blüthgen (* 4. Januar 1844 in Zörbig; † 2. April 1920 in Berlin) war ein deutscher Dichter und Schriftsteller.

## Leben
Der Sohn eines Postvorstehers war Schüler der Franckeschen Stiftungen in Halle, studierte dort ab 1869 Theologie und besuchte das Predigerseminar in Wittenberg. Zunächst schlug er sich als Hauslehrer durch; ab 1876 arbeitete er als Journalist, zuerst bei der Krefelder Zeitung, dann bei der Gartenlaube und ab 1880 bei der von Julius Lohmeyer herausgegebenen Deutschen Monatsschrift. Seine Gedichte und Erzählungen für Kinder erschienen in der Zeitschrift Die deutsche Jugend. Er publizierte Romane, Novellen, Operntexte und wurde vor allem durch seine Kinderlyrik bekannt.
Unter anderem schrieb er Texte zu Bilderbüchern von Oscar Pletsch und Fedor Flinzer. Im Jahr 1898 heiratete Blüthgen die Schriftstellerin Clara Kilburger. Blüthgen wurde in Bad Freienwalde (Oder) bestattet.

## Werke (Auswahl)
- Unser Hausgärtchen, in 21 Bildern von Oscar Pletsch mit Reimen von Victor Blüthgen, Alphons Dürr, Leipzig, 1876 OCLC 1145118480
- Stillvergnügt, eine Reihe Kinderbilder von Oscar Pletsch mit Reimen von Victor Blüthgen, Alphons Dürr, Leipzig, 1876 OCLC 78761669
- Schelmenspiegel oder nehmt euch ein Exempel dran!, ein lustiges Bilderbuch von Victor Blüthgen und Fedor Flinzer, A. Kröner, Stuttgart, 1877 OCLC 837110220, doi:10.24355/dbbs.084-200901160100-1
- Hesperiden – Märchen für Jung und Alt von Victor Blüthgen, Alphons Dürr, Leipzig, 1878 OCLC 1196228704, doi:10.24355/dbbs.084-202008251439-0
- Buben und Mädel's – ein ABC fürs Haus, fünfundzwanzig Originalzeichnungen von Oscar Pletsch mit Reimen von Victor Blüthgen, Alphons Dürr, Leipzig, 1878 OCLC 177744296 Alphons Dürr, Leipzig, 1879 OCLC 837007798, doi:10.24355/dbbs.084-200810160200-2
- Guckaus, Siebzehn Original-Zeichnungen von Oscar Pletsch mit Reimen von Victor Blüthgen, Alphons Dürr, Leipzig, 1878 OCLC 36922382
- Der Froschmäusekrieg, ein Helden-Gedicht von Victor Blüthgen mit 12 Farbendruck-Bildern von Fedor Flinzer, E.G. May Söhne, Frankfurt am Main, 1878 OCLC 695897875
- Bunte Novellen, Bernhard Schlicke, Leipzig, 1879 OCLC 890671839
- Gedächtnis einhundertfünfzig, Zum Gedächtniß von Lessing's 150 jährigem Geburtstag Prolog zur Feier desselben im Schriftsteller-Verein "Symposion" zu Leipzig, in: Allgemeine literarische Correspondenz für das gebildete Deutschland, 3.1879 S. 41–44 OCLC 254445677
- Goldne Kindertage. Ein fröhliches Bilderbuch für die lieben Kleinen, zwölf Farbdruckbilder nach Aquarellen von Professor Carl Offterdinger mit Versen von Victor Blüthgen.  Wilhelm Effenberger, Stuttgart, Leipzig, um 1880 OCLC 1114490892
- Harte Steine. Kater Murr. Zwei Erzählungen für die Jugend, mit zwei  Abbildungen von Fedor Flinzer, Universalbibliothek für die Jugend, 19. Kröner, Stuttgart, 1880 OCLC 312138241
- Gedichte, Edwin Schloemp, Leipzig, 1880 OCLC 860691965
- Im Flügelkleide, Bilder & Reime aus der Kinderwelt, Bilder: Julius Kleinmichel, Verse: Victor Blüthgen, Hofmann, Berlin, 1881 OCLC 257005844
- Kinderspiegel aus dem Leben und Treiben unserer Kleinen, Mühlmeister und Johler, Hamburg, 1882 OCLC 602407411
- Jung Miese, Bilder aus einem Kinderleben, Illustrationen: Friedrich Werckmeister, Reime: Victor Blüthgen, Berlin, 1882 OCLC 698599401
- Bäder und Sommerfrischen. Lebens- und Landschaftsbilder von den beliebtesten Kurorten Deutschlands, Österreichs und der Schweiz.  Edwin Schloemp, Leipzig, 1882 Band I Böhmen, Sachsen, Schlesien, Thüringen, Bayern, Salzkammergut, Tyrol, Steyermark. OCLC 1135325942
- Die schwarze Kaschka, Novelle, Reclams Universal-Bibliothek 1597, Leipzig, 1882 OCLC 53219981
- Kleine Sippschaft, gezeichnet von Oscar Pletsch, Reime von Victor Blüthgen, Carl Flemming, Glogau, 1883 OCLC 724059135
- Ein Friedensstörer, Erzählung, Gebrüder Partel, Berlin, 1883 OCLC 644425962
- Aus gährender Zeit, Roman in zwei Bänden, W. Wicke, Groß-Lichterfelde, 1884 OCLC 55560068
- Poirethouse, eine Erzählung, W. Wicke, Groß-Lichterfelde, 1884 OCLC 257320725
- Lebensfrühling, Erzählungen für die Jugend, mit sechs Bildern in Farbendruck von Alexander Zick, Kröner, Stuttgart, 1885 OCLC 762049051
- Der Preuße. Erzählung. Berlin: Goldschmidt 1889
- Das Geheimnis des dicken Daniel und anderes., Vier Erzählungen für die Jugend, Stuttgart: Union Deutsche Verlagsgesellschaft 1890 (Geschichten haben Bezug zu seiner Heimatstadt Zörbig)
- Der Weg zum Glück, Erzählungen für die reifere Jugend, Stuttgart: Gebrüder Kröner
- Lebensfrühling, Erzählungen für die Jugend, Stuttgart: Gebrüder Kröner
- Gedankengänge eines Junggesellen. Leipzig: Reclam 1897
- Ein „ehrlicher Makler“ / Asra. Zwei Novellen. Leipzig: Reclam um 1900
- Aus gärender Zeit. Roman. Leipzig: Reclam 1901
- Die Spiritisten. Leipzig 1902
- Bekenntnisse eines Hässlichen und andere Geschichten. Stuttgart: Engelhorn 1905
- Im Kinderparadiese – Kinder-Lieder und Reime, Gotha: Perthes 1905
- Die kleine Vorsehung, Roman, Berlin: Perles 1909
- Mama kommt!

Trotz seiner vielfältigen prosaischen Arbeiten wurden nach seinem Tod nur noch wenige gedruckt und vertrieben.

## Gedichte
Das lyrische Werk von Blüthgen hat sich in vielen Werksammlungen und Kinderbüchern bis heute erhalten. Seriöse Sammlungen von Gedichten für Kinder und Jugendliche unterlassen es selten, seine wichtigen Gedichte aufzuführen, wie:
Die fünf Hühnerchen

Ich war mal in dem Dorfe,

Da gab es einen Sturm,

Da zankten sich fünf Hühnerchen

Um einen Regenwurm.

Und als kein Wurm mehr war zu sehn,

Da sagten alle: Piep!

Da hatten die fünf Hühnerchen

Einander wieder lieb.
oder
Ach, wer das doch könnte!

Gemäht sind die Felder,

Der Stoppelwind weht.

Hoch droben in Lüften

Mein Drache nun steht,

Die Rippen von Holze,

Der Leib von Papier,

Zwei Ohren, ein Schwänzlein

Sind all seine Zier.

Und ich denk: so drauf liegen

Im sonnigen Strahl,

Ach, wer das doch könnte

Nur ein einziges Mal!

Da guckt ich dem Storch

In das Sommernest dort:

Guten Morgen, Frau Störchin,

Geht die Reise bald fort?

Ich blickt in die Häuser

Zum Schornstein hinein:

O Vater und Mutter,

Wie seid ihr so klein.

Tief unter mir säh ich

Fluss, Hügel und Tal,

Ach, wer das doch könnte,

Nur ein einziges Mal!

Und droben, gehoben

Auf schwindelnder Bahn,

Da fasst ich die Wolken,

Die segelnden an;

Ich ließ mich besuchen

Von Schwalben und Krähn

Und könnte die Lerchen,

Die singenden sehn;

Die Englein belauscht ich

Im himmlischen Saal;

Ach, wer das doch könnte,

Nur ein einziges Mal!

## Vertonungen (Auswahl)
- Theodor Kirchner: Sechs Lieder von Victor Blüthgen für eine Singstimme mit Klavierbegleitung von Theodor Kirchner op. 50, Friedrich Hofmeister, Leipzig, 1880 OCLC 1146686627, doi:10.24355/dbbs.084-200901160100-1:  I Schweigende Liebe II Glück’s genug III Mein Herz, nun lass Dein Weinen IV Verwandelt V Woher ?  VI Durch den Tanz der Abendschatten
- Karl Grammann: Das erste Lied, Gedicht von Victor Blüthgen ; für eine Singstimme und Piano, Erler, Berlin. um 1880 OCLC 635073647
- Ferdinand Gumbert: Das erste Lied, Gedicht von Victor Blüthgen ; für eine Singstimme und Piano, Bote und Bock, Berlin. um 1880 OCLC 1271459719
  - The first song, ins Englische übersetzt von Charlotte H. Coursen, G. Schirmer, New York, 1882 OCLC 1266227660
- Otto Fischer: Das erste Lied, Tonger, Köln, um 1880 OCLC 1072999387
- Hermann Brandt (1840–1893): Maienzeit und Liebestraum für eine Singstimme mit Begleitung des Pianoforte op. 18, Schultz, Berlin, um 1880 OCLC 1283192570
- Carl Reinecke: Der Schelm, Erler, Berlin. um 1880 OCLC 163484105
- Arno Kleffel: Schwestertreue, ein Schwanenmärchen für Chor, Solostimmen und Orchester op. 33, Ries & Erler, Berlin, 1881 OCLC 497529144
- Franz Abt:  Das erste Lied für vier Männerstimmen op. 593 Nr. 1, Forberg, Leipzig, um 1885 OCLC 229899658